# Charlotte Rollius
Charlotte Rollius, geborene Anna Elise Charlotte Rollius (31. Januar 1882 in Berlin–30. Januar 1946 in Berchtesgaden) war eine deutsche Grafikerin.

## Leben und Werk

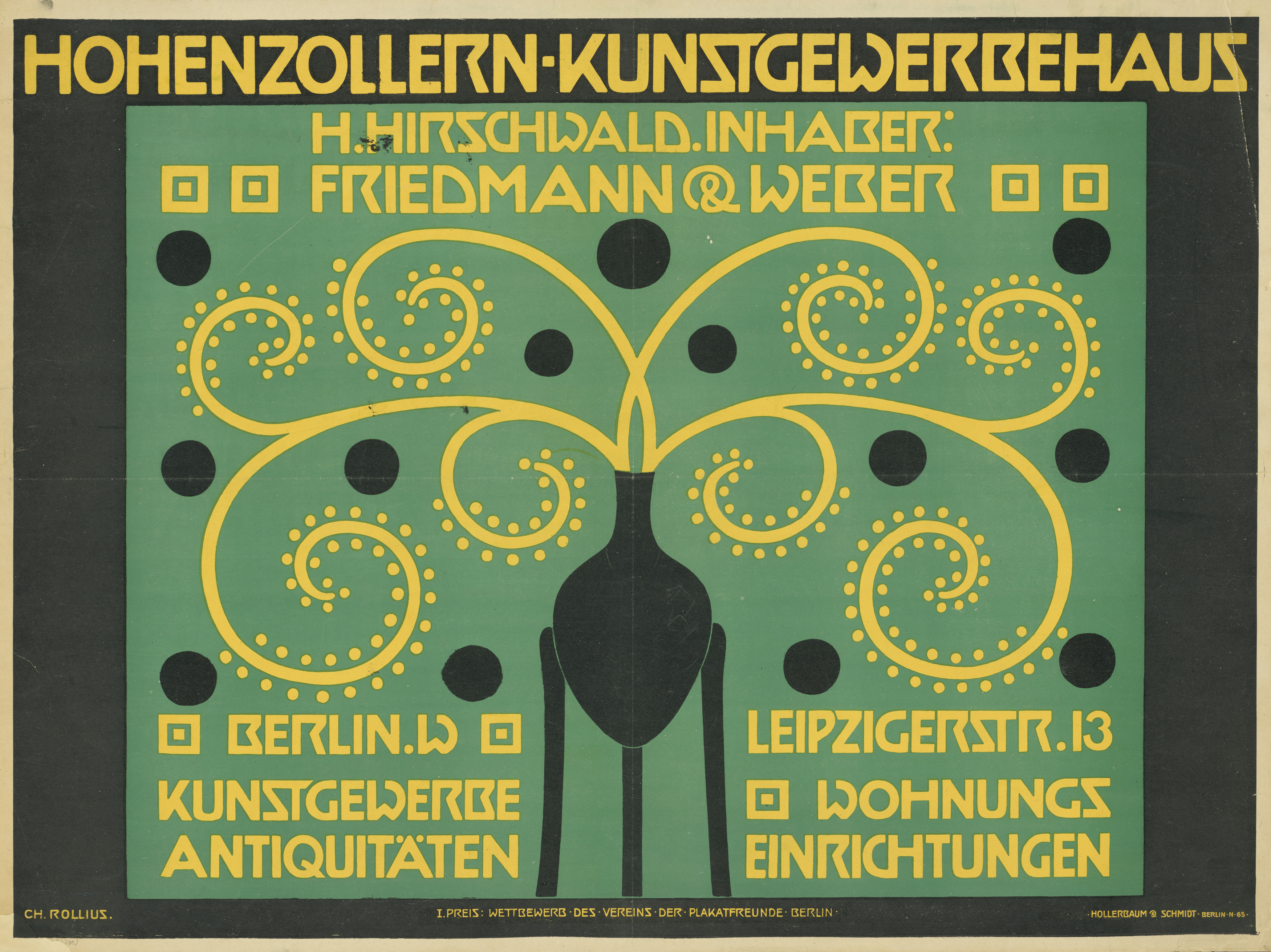
Charlotte Rollius Plakat 1907

Charlotte Rollius' Mutter war Elise Rollius, geborene Palm, ihr Vater der Fabrikbesitzer Ludwig Rollius. Nach Aussage eines Nachfahren war Charlotte Rollius' Schwester Elisabeth, verh. Betke, ebenfalls Künstlerin. Über Rollius‘ Kindheit ist sonst bisher nichts bekannt.
Charlotte Rollius war ab ca. 1905 Schülerin von Emil Orlik an der Kunstgewerbeschule in Berlin und arbeitete eng mit Orlik zusammen. 1907 hatte sie ihren künstlerischen Durchbruch mit dem Gewinn des ersten Preises eines Plakatwettbewerbs für das Hohenzollern-Kunstgewerbehaus in Berlin, der vom Verein der Plakatfreunde ausgeschrieben worden war. Rollius erhielt für das Plakat mit dem Motto „Schwarz-grün-gelb“ 1.000 Mark. Die Beauftragung für das Plakat erfolgte durch die Kunstanstalt Hollerbaum & Schmidt. Bei dem Plakat wird bereits ihre Tendenz zu kräftigen, leuchtenden Farben sichtbar. Sie gilt daher – wie auch Emil Orlik – als Vertreterin des Japonismus. Exemplare des Plakats befinden sich heute jeweils im Besitz des MK&G Hamburg, der Kunstbibliothek Berlin (Sammlung Grafikdesign) und der Kunstmuseen Krefeld. 1908 war sie als eine von drei Frauen, darunter auch Julie Wolfthorn und Anna von Wahl, mit Plakatentwürfen auf der AUGUR (Ausstellung umfassend Geschäftsbedarf und Reklame) vertreten. Später lebte und arbeitete Rollius auch in Berchtesgaden.

## Ausstellungstätigkeit ab 1909
1909 wurde Rollius von der Wochenschrift Kunstchronik bei der Winterausstellung der Berliner Sezession neben Wassily Kandinsky als eine der jungen Begabungen bewertet. 1910/11 stellte sie drei Stillleben bei der großen Berliner Kunstausstellung des „Verband deutscher Illustratoren“ aus. Im selben Jahr ist im Zusammenhang ihrer ausgestellten Werke von ihrer „großen Kühnheit in der Farbzusammenstellung“ die Rede, ihre Blätter werden als bunt bezeichnet.
1911 waren ihre Holzschnitte in einer grafischen Ausstellung in der Kunsthalle Mannheim zu sehen. Bei der Großen Kunstausstellung Dresden war sie mit einem Stillleben vertreten.
Im März 1913 war Rollius neben Käthe Kollwitz, die ihren Zyklus „Weberaufstand“ zeigte, eine von sechs Frauen, die an der „Exhibition of Contemporary German Graphic Art“ im Worcester Art Museum in den USA teilnahmen. Auch Emil Orlik, Lovis Corinth, Lyonel Feiniger, Max Klinger, Max Beckmann, Max Liebermann, Franz Marc, Max Pechstein, Max Slevogt und Hans Thoma nahmen an der Ausstellung teil. Rollius zeigte dort vier Farbholzschnitte („Geraniums“, „Landscape“, „Primula and Apples“, „Still Life“).
1915 nahm sie an der Vierteljahresausstellung des Dresdner Kupferstichkabinett teil und stellte neben Peter Behrens und Emil Orlik Farbholzschnitte aus.

## Nachlass
Ein großer Teil von Rollius' künstlerischem Nachlass ging zu Kriegszeiten in Berlin verloren. Ihr Atelier ist mit den gesamten Druckstöcken bei einem Bombenangriff in Berlin abgebrannt. Heute sind vor allem ihre Holzschnitte mit Landschaften und Stillleben (meist in Privatbesitz) erhalten. Zwei Farbholzschnitte mit Blumendarstellungen, darunter die Geranien, die Rollius 1913 ausgestellt hatte, befinden sich in der Sammlung des Metropolitan Museum of Art.